# Jurij Kondakov
Jurij Georgievič Kondakov (in russo Юрий Георгиевич Кондаков?; Lesnoj, 24 novembre 1951) è un ex pattinatore di velocità su ghiaccio sovietico, dal 1991 russo.
Ha partecipato a due edizioni dei giochi olimpici invernali (1976 e 1980) conquistando una medaglia a Innsbruck 1976.

## Palmarès
Olimpiadi
- 1 medaglia:
  - 1 argento (1500 m a Innsbruck 1976)

Mondiali
- 1 medaglia:
  - 1 bronzo (Oslo 1975)